# Todd (personaje de Pokémon)
Todd (トール Tōru?, en el original japonés) es un personaje del anime y de los juegos Pokémon.

## Información del personaje
Ash, Brock, Misty, Pikachu y Togepi conocieron a Todd en la primera temporada del anime Pokémon en el episodio titulado "Paparazzi Pokémon". Todd les muestra su trabajo y los lleva a su casa, en la cual se hallan muchas más fotografías de los Pokémon que ha tomado en estado salvaje, con el comentario de Misty de ver como se ven tan felices. Todd menciona que prefiere tomar a los Pokémon espontáneamente en lugar de hacerlos posar (posiblemente una alusión al juego Pokémon Snap).
Todd trata de tomar una buena foto de Pikachu pero este está asustado con el flash de la cámara y Ash no le deja tomar la foto. Ello causa todo tipo de problemas a Todd justo cuando parece que tiene la toma correcta. Se revela a través de un recuerdo que está buscando tomar una foto de Pikachu para una pareja de ancianos. En realidad es el Equipo Rocket convenientemente disfrazado, pero Todd no se percata de esto. Y ello provoca una confusión ya que supuestamente Todd les mencionó que podía tomar a cualquier pokémon, pero mientras él se refería a tomarlos en foto, el Equipo Rocket pensaba que los capturaba.
Luego de revelarse todo ello Todd, Ash y Pikachu acaban agarrados de la cámara de Todd a punto de caer en un río y ya con la toma perfecta de Todd que hizo a Pikachu, por lo cual la cámara se moja y se estropea. El Equipo Rocket comienza a arrojarles bombas pero Ash decide invertir las cosas jugando con la vanidad del Equipo Rocket, diciéndoles que sonrían a la cámara. Se distraen y el Bulbasaur de Ash les ayuda a vencerlos una vez más. Misty y Brock llegan a escena para ver que Ash y Pikachu están a salvo, sorprendiéndose de ver que Ash y Todd se han hecho amigos.
En el siguiente episodio, "La Prueba Máxima", Todd no contribuye mucho. El episodio es bastante pesado para Ash, Jessie y James y no permite el protagonismo a los demás personajes. La única contribución importante de este capítulo por Todd es la de tomar una foto de Ash con una expresión parecida a la de un Weezing.
El último episodio de la temporada en la que Todd aparece es en "El Secreto del Centro de Entrenamiento", el episodio que sigue a "La Prueba Máxima". Es destacable mencionar que este es el primer capítuilo en el que aparecen Butch y Cassidy (ver el artículo Equipo Rocket para más información de este duo). Butch y Cassidy dirigen un centro de crianza y Todd puede tomar algunas fotos las cuales prueban que los Pokémon están siendo maltratados. Desafortunadamente Cassidy les roba la cámara y meten presos a Ash, Brock y Todd. La intervención de Pikachu y Misty consiguen salvar el día y meter a Butch y Cassidy en prisión. Al final del episodio Todd se despide de ellos ya que debe tomar algunas fotos en las montañas, mientras que Ash y cía. deben ir a la isla Canela (Cinnabar island), de modo que se separan.
Durante la temporada Campeones de la Liga Johto, Todd regresa brevemente y se vuelve a unir al grupo de Ash y sus amigos para tratar de tomarle una foto al legendario Pokémon Articuno en una minisaga de tres capítulos.

## En el juego
La única aparición de Todd en los juegos Pokémon fue en Pokémon Snap. Irónicamente no tiene el nombre de Todd en el juego, desde que el jugador puede entrar su propio nombre.
En el juego, el Profesor Oak necesita la ayuda de Todd. El "Prof. Pokémon" está compilando un reporte, el Reporte PKMN, y necesita acompañarlo con fotografías de Pokémon. Contrata a Todd para que tome las fotos de los Pokémon en estado salvaje usando una invención suya llamada la ZERO-ONE, un vehículo de transporte que puede ir por tierra, mar y aire. Este vehículo aparece como trofeo en Super Smash Bros. Melee. Puede ganarse en la Lotería o encontrado en escenas de bonus en el modo de un solo jugador.
La meta de este personaje es fotografiar a los Pokémon legendarios.
- Datos: Q12220985